# General Electric
Џенерал електрик (енгл. General Electric; скр. GE) америчка је џиновска мултинационална компанија, индустријски конгломерат и једна од највећих компанија нa свету. Области њеног деловања су из сфере технологије, медија и финансијских услуга. Њени клијенти налазе се у преко 100 земаља и запошљава више од 310.000 људи широм света. Оsnovana u Њујорку, а садашње седиште је у Бостону, Масачусетс.
Године 2017. ГЕ је рангиран међу Фортчун 500 као 13. највеће предузеће у САД према бруто приходу. У 2011. години, ГЕ је рангиран као 14. најпрофитабилније предузеће. Према Форбсу глобал од 2000 од 2012. године ГЕ је било 4. највеће предузеће у свету. Запосленима Џенерал електрика два пута је додељена Нобелова награда: Ирвингу Лангмјуру за хемију 1932. године и Ивару Јеверу за физику 1973. године. Дана 13. јануара 2016. је објављено да ГЕ премешта своје седиште из Ферфилда, Конектикат (где је било од 1974) у Јужни Бостон. Прва група радника је пристигла у лето 2016. и пресељење је комплетно до 2018 године.
Компанија је радила у низу сектора укључујући здравство, ваздухопловство, енергију, обновљиву енергију, дигиталну индустрију, адитивну производњу и предузетнички капитал и финансије, али је од тада одустала од неколико области, и сада се првенствено бави са прва четири сегмента.
Године 2020, ГЕ се сврстао међу Fortune 500 као 33. највећа фирма у Сједињеним Државама по бруто приходу. У 2011. години, ГЕ се сврстао међу Fortune 20 као 14. најпрофитабилнија компанија, али је касније знатно подбацио на тржишту (за око 75%) пошто је његова профитабилност пала. Двоје запослених у ГЕ – Ирвинг Лангмјур (1932) и Ивар Јевер (1973) – добили су Нобелову награду.
Компанија је 9. новембра 2021. објавила да ће се раздвојити у три јавна предузећа инвестиционог ранга. ГЕ је 18. јула 2022. открио имена брендова компанија које ће створити кроз планирано раздвајање: GE Aerospace, GE HealthCare and GE Vernova. Нове компаније ће бити фокусиране на ваздухопловство, здравство и енергију (обновљива енергија, енергија и дигитална). Прва одвојена компанија GE HealthCare је планирана за прву недељу јануара 2023. након чега ће уследити одвајање ГЕ-овог портфеља енергетских предузећа која планирају да постану ГЕ Вернова 2024. године. Након ових трансакција, ГЕ ће бити компанија фокусирана на авијацију с циљем „обликовања будућности летења“, преименована у GE Aerospace, и биће правни наследник оригиналног ГЕ-а.

## Чињенице о компанији
Прва је компанија у свету која је премашила број од 50.000 патената. Само током 2006. године компанија је заштитила 2.650 патената. Њена четири глобална истраживачка и развојна центра привлаче најквалитетније светске техничке умове. Преко 2.500 истраживача у GE чине компанију непрестано иновативном, инвентивном и препознатљивом на тржишту. Буџет компаније за истраживање и развој за 2006. годину био је 5,7 милијарди долара.
У 2006. години, компанија је процентуално остварила двоцифрени раст добити. Приход је износио 163 милијарде долара, док је добит предузећа била 20,7 милијарди долара. У последњих пет година, GE има раст добити у просеку 10% годишње. Такође, компанија је 2006. године остварила нето-добит од 24,7 милијарде долара, од чега је акционарима припало 18 милијарди долара.
Као део својих филантропских напора, преко 200 милиона долара компанија је даровала за образовање и здравствену заштиту широм света 2006. године.
На Њујоршкој берзи (енгл. New York Stock Exchange) компанија послује под симболом „GE“. Компанија је због своје финансијске гране веома тешко погођена у светском финансијском колапсу 2008/09.

## Историјат
потиче из компаније коју је основао Томас Алва Едисон (Едисон електрик лајт компани, енгл. Edison Electric Light Company) 1878. године. Спајањем ове компаније 1892. године са Томас-Хјустон електрик компани (енгл. Thomson-Houston Electric Company) настаје компанија Џенерал електрик. То је једина компанија која се налази на Дау Џонсовом индустријском индексу, од његовог настанка 1896. године.

### Председништво и седиште
Председник компаније од 2001. године је био Џефри Имелт. Компанија је акционарско друштво са седиштем у Ферфилду, Конектикат.

## Производи и услуге
Сектори компаније су: Џи-И Енерџи (енгл. GE Energy), Џи-И Кепитал (енгл. GE Capital), Џи-И Текнолоџи Инфрастракчер (енгл. GE Technology Infrastructure) (укључује Џи-И хелткер (енгл. GE Healthcare), Џи-И Авиејшн (енгл. GE Aviation) и бившу Смитс Ероспејс (енгл. Smiths Aerospace)), Џи-И Хоум енд Бизнис Солушонс (енгл. GE Home and Business Solutions), и Ен-Би-Си Јуниверзал (енгл. NBC Universal), индустрија забаве). Кроз свој бизнис, GE учествује на тржишту производње, преноса и дистрибуције електричне енергије, атомске енергије, гаса и соларне енергије, затим на тржиштима индустрије осветљења, индустријске аутоматике, медицинских уређаја, авионских и других мотора, локомотива, материјала као што је пластика, силикони и абразиви и сл. Присутна је и у индустрији забаве, као и на тржишту финансија.

## Тржиште деоница
ГЕ је једино предузеће која је данас наведено у Дау Џоунсу индустријском индексу која је такође била у изворном индексу 1896. године.
- Вредност деоница ГЕ 1962-2013
- Графикон обима трговине ГЕ